# Орден «Доблесний авіатор»

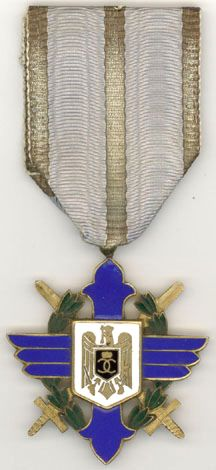
Офіцерський хрест ордена «Доблесний авіатор» зразка 1930 року.

Орден «Доблесний авіатор» (рум. Ordinul „Virtutea Aeronautică”) — військова нагорода Румунії, заснована 31 липня 1930 року королем Каролем II для нагородження службовців румунських ВПС за видатні заслуги. Під час Другої світової війни орден також вручали службовцям люфтваффе. Після війни орден не вручався, був відновлений у 2000 році.

## Ступені

### 1930
- Командор
- Офіцер
- Лицар
- Золотий хрест

### 2000
- Великий офіцер
- Командор
- Офіцер
- Лицар

## Опис
Срібний позолочений хрест, покритий синьою емаллю, оточений вінком з лаврового листя, покритого зеленою емаллю. Хрест аналогічний ордену Михая Хороброго, але бокові промені хреста мають форму крил. На аверсі в центрі хреста зображений білий щит з позолоченим орлом, на реверсі — рік заснування ордену. Груди орла закриває чорний щит з літерою С (Кароль II), з 1940 року — синій щит з літерою М (Міхай I). Ордени, вручені за бойові заслуги, також мали схрещені мечі. Золотий хрест відрізнявся від вищих ступенів ордена відсутністю емалі.
Знак носився на світлій фіолетово-блакитній стрічці з срібно-золотим краями і срібною смугою в центрі, смуги на стрічках офіцерських і командорських хрестів були з білого золота. Лицарські і золоті хрести також могли мати на стрічці 1—2 планки. Командори носили орден на нашийній стрічці, офіцери, лицарі та кавалери золотого хреста — на лівому боці грудей.

## Галерея

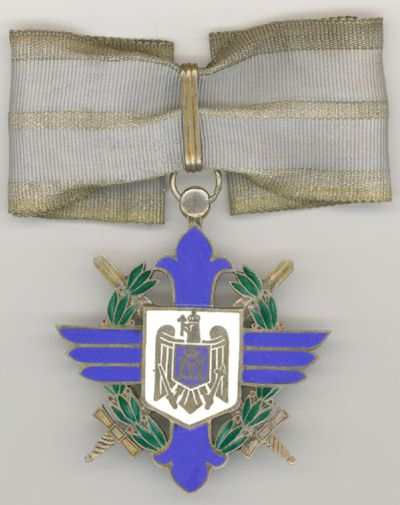
Аверс командорського хреста.
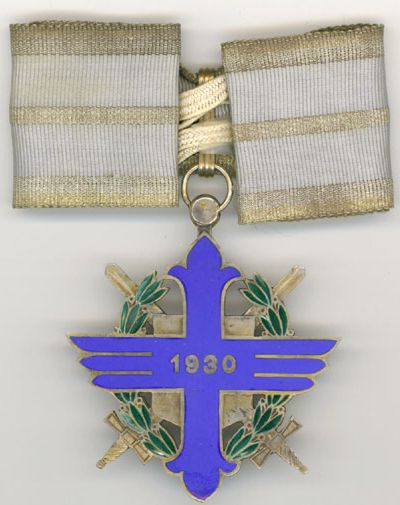
Реверс командорського хреста.
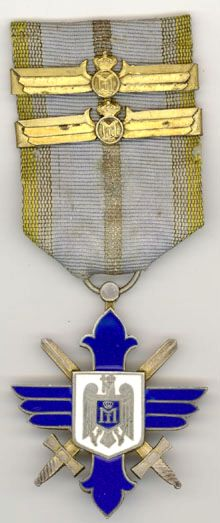
Лицарський хрест з двома планками.
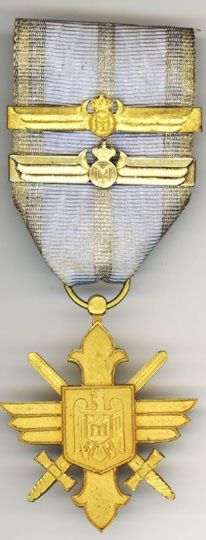
Золотий хрест з двома планками.
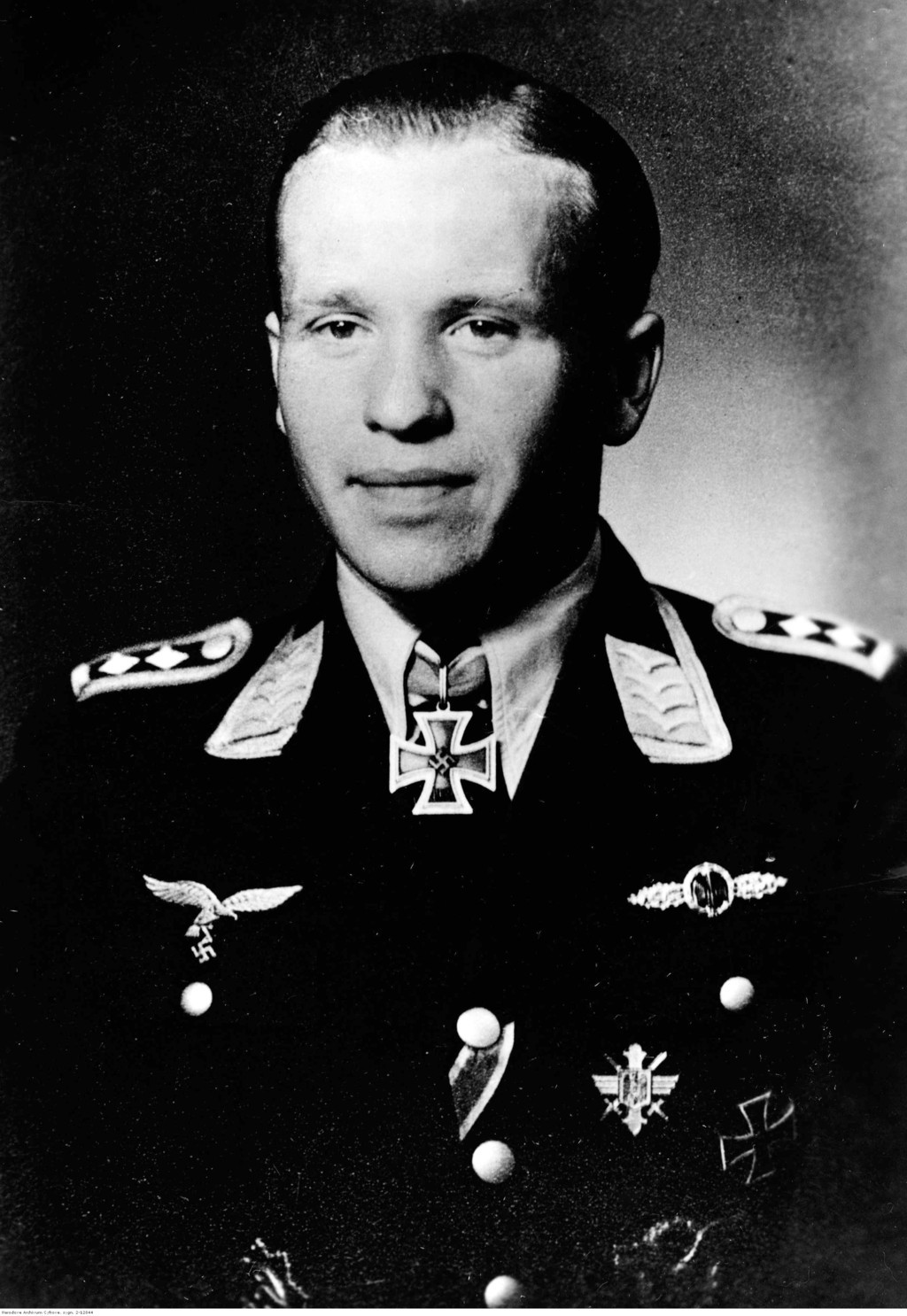
Обер-фельдфебель люфтваффе Йозеф Цвернеман. На лівому боці грудей — золотий хрест.